# Спулман, Ваутер
Ваутер Спулман (нидерл. Wouter Spoelman; род. 5 июня 1990, Зволле) — нидерландский шахматист, гроссмейстер (2009), По профессии — врач-оториноларинголог.
Многократный участник национальных, европейских и мировых юношеских, юниорских и молодёжных первенств, чемпион Нидерландов среди детей (до 9 лет) 1999 года и среди молодёжи (до 20 лет) 2007 года. Занимал высокие места на нескольких международных турнирах, среди наиболее заметных результатов — I место в международном турнире в Маастрихте (2009, с Э. Бергом, Ю. Солодовниченко и С. Эрнстом).
Серебряный призёр чемпионата Нидерландов 2013 года, бронзовый призёр 2014 года.

## Таблица результатов
| Год | Город | Турнир | + | − | = | Результат | Место |
| --- | ----- | ------ | - | - | - | --------- | ----- |
|     |       |        |   |   |   | из        |       |

## Изменения рейтинга
| Графики недоступны из-за технических проблем. См. информацию на Фабрикаторе и на mediawiki.org. |